# Grimde
Grimde is een plaats in de Belgische stad Tienen in de provincie Vlaams-Brabant. Het voormalige gehucht is nu een stadswijk rond de Suikerraffinaderij van Tienen.

## Geschiedenis

### Romeinse tijd
Het gehucht Grimde ligt ten oosten van de stad, gescheiden door de Borggracht en de Gete. Hier bevinden zich langs de heerweg Keulen (Colonia Claudia Ara Agrippinensium) - Tongeren (Atuatuca Tungrorum) - Boulogne-sur-Mer (Gesoriacum) drie meer dan tien meter hoge grafheuvels (tumuli) van een inwoner van de Romeinse nederzetting (vicus) Tienen. De naam van de overledene is bekend door de vondst in een van de grafheuvels van een gouden staafje met het opschrift M(arcus) Probius Burrus. De grafheuvels staan bekend als de "Drie Tommen"

### Middeleeuwen
In 1331 werd te Grimde een kapel ingewijd met Sint-Maurus als patroon. De kapel werd gebouwd bij de leprozerie, waar Benedictijnenmonniken de melaatsen verzorgden. Toen de kapel drie eeuwen later werd uitgebreid, verhuisde het beeld van Maurus naar de zijbeuk en kreeg de devotie voor O.L.Vrouw de bovenhand. De naam veranderde van Sincte Moorscapelle in kapel van Onze-Lieve-Vrouw-ten-Steen, genoemd naar de grensstenen die het domein van de leprozerie afbakenden. Tot in de 19de eeuw werd de kapel bediend door diverse kloosterorden. Op 16 en 17 januari wordt elk jaar een winterbedevaart gehouden, genaamd het "Dertienmaal". Dit is niet de paardenprocessie op paasmaandag over de akkers tussen de kerk van Hakendover en de O.-L.-Vrouw-ten-Steenkapel (waar de drie maagden van Hakendover zouden begraven liggen), dertien keer heen en weer, in totaal ongeveer 40 km.

### Moderne tijd
Op 27 mei 1878 werd spoorlijn 22 geopend, die Tienen verbond met Diest. Station Grimde was een van de stations op deze lijn. Het reizigersverkeer werd op 29 september 1957 opgeheven en het goederenverkeer werd vanaf dan ook in stappen afgebouwd. Het deel Halen-Diest werd in 1961 stopgezet, het deel Drieslinter-Halen in 1964 en het deel Grimde-Drieslinter in 1967. Het traject Tienen-Grimde bleef in gebruik om de suikerfabriek van Tienen, die naast station Grimde ligt, te bedienen. Ten slotte werd in 1988 ook dit deel gesloten voor het goederenverkeer. De spoorlijn is volledig opgebroken, in 1967 het deel Halen-Diest, in 1970 het deel Grimde-Halen en in 1999 deel Tienen-Grimde. Het stationsgebouw van Grimde is bewaard gebleven.
Tijdens de Eerste Wereldoorlog vond op 18 augustus 1914 de slag bij Sint-Margriete-Houtem en Grimde plaats tussen het Duitse en Belgische leger. Om 13.35 uur barstte het gevecht los. De Duitse overmacht was te groot en rond 14.30 uur waren de Belgische voorposten genoodzaakt zich terug te trekken. Rond 15.30 uur begon de algemene Belgische terugtrekking en om 17.00 uur werd Grimde aan de Duitsers prijsgegeven. Om 17.40 uur trokken de Duitsers Tienen binnen. In de Romaanse Sint-Pieterskerk aan de Pastorijstraat rusten 139 in deze slag gesneuvelde Belgische militairen. Ook generaal Guffens, bevelhebber van het 22ste linieregiment die overleed in 1943, werd hier begraven. Het was zijn laatste wens om bij zijn gesneuvelde soldaten te worden bijgezet. Het gebouw doet sinds 1915 geen dienst meer als meer als kerk, maar als een militaire begraafplaats, een necropolis. 

Na de Eerste Wereldoorlog bleef een grote hoeveelheid Duitse munitie in België achter. Op 21 maart 1919 ontploften ongeveer 150 treinwagons met munitie bij het station van Grimde. Het waren vijf treinstellen van 30 wagons, volgestouwd met oorlogsmunitie, die tot ontploffing kwamen. De explosies duurden meerdere uren. De personele schade was met drie dodelijke slachtoffers, allen cavaleristen, gering. De materiële schade was groot, in een straal van 500 meter werden huizen volledig vernield of raakten zwaar beschadigd.
Tussen augustus 2004 en december 2005 werd de N3, die in Grimde de Sint-Truidensesteenweg heet, heringericht. Er werden vrijliggende fiets- en voetpaden, nieuwe parkeerstroken en een gescheiden stelsel voor afval- en rioleringswater aangelegd.

## Bezienswaardigheden
- Kapel van Onze-Lieve-Vrouw-ten-Steen
- Sint-Pieterskapel
- de necropolis, een parochiekerk waarbij het interieur benut wordt als begravingsplek voor oorlogsslachtoffers

## Sport
In het midden van de 20ste eeuw was voetbalclub Standaard FC Grimde aangesloten bij de KBVB. De club speelde in 1955/56 een seizoen in de nationale reeksen, maar verdween toen.
Deelgemeenten: Bost · Goetsenhoven · Hakendover · Kumtich · Oorbeek · Oplinter · Sint-Margriete-Houtem · Tienen · Vissenaken 

Overige dorpen en gehuchten: Grimde · Overlaar · Sint-Martens-Vissenaken · Sint-Pieters-Vissenaken · Wulmersum

Belgische gemeenten · Arrondissement Leuven · Vlaams-Brabant · Vlaanderen